# 草場猪之吉
草場 猪之吉（くさば いのきち、1866年（慶應2年）8月8日 - 1930年（昭和5年）4月14日）は、慶應・明治・大正・昭和時代の佐賀県唐津市の起業家・実業家。
唐津貯蓄銀行、唐津鉄道（唐津興業鉄道）の発起人、北九州鉄道（現・九州旅客鉄道筑肥線）の初代社長。として知られる。

## 生涯
代々薬種商を営む草場三右衛門の嗣子として慶應2年8月唐津魚屋町に生まれた。唐津中学校を卒業後福岡薬学校に進学し、明治16年に18歳で薬剤師の肩書を得た後家督を相続した。明治27年4月17日に唐津興業鉄道の発起人として外28名と共に鉄道敷設の請願書を提出した。明治29年の県立唐津病院の廃止を受けて有志と共に私立唐津病院を設立した。明治30年2月に唐津貯蓄銀行を発起し昭和4年に肥前合同貯蓄銀行に合併されるまでの約30年間に亘り頭取を務めた。明治32年に山崎常蔵、平松定兵衛、佐久間退三等と満島馬車鉄道合資会社を設立（明治44年10月11日、唐津軌道株式会社に路線を譲渡）した他、明治44年4月20日に設立された唐津軌道株式会社の重役に就任。また大正5年6月に岸川善太郎等と共に鉄道の免許を申請、大正7年10月23日に敷設許可を得ると大正8年3月15日に北九州軽便鉄道株式会社（同年12月23日に北九州鉄道株式会社へ社名を変更）の初代社長に就任した。昭和5年4月14日、日本興業銀行との金融交渉のために上京中に過労のため客死した。

## 鉄道功労者顕彰碑

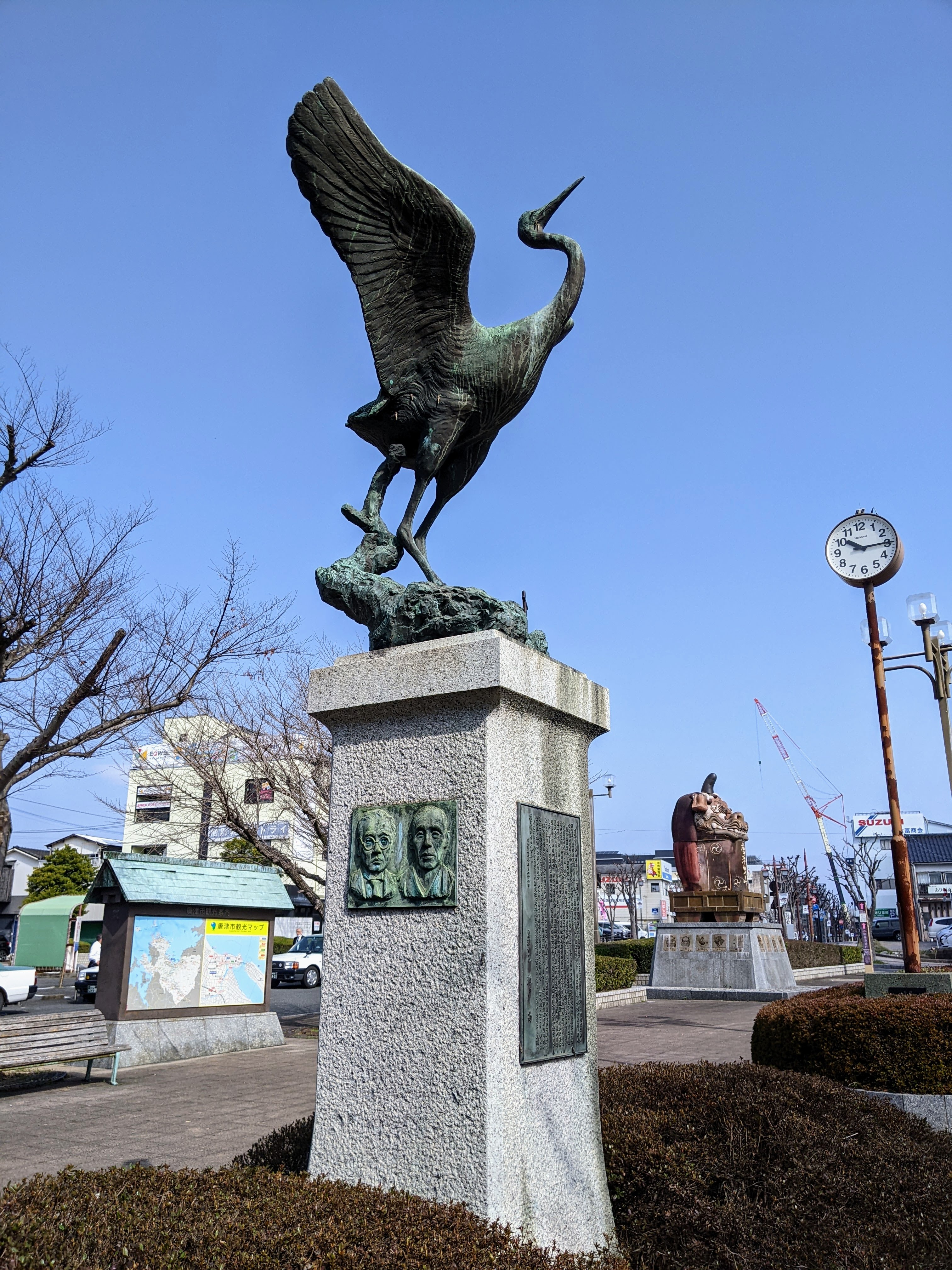
鉄道功労者顕彰碑

JR唐津駅北口にある駅前広場に草場猪之吉を始めとする4名の功労者を讃えた碑が設置されている。
| 唐津市民が永年待ち望んできた唐津市内鉄道路線の近代化が ここに完成した 即ち 国鉄唐津線の 高架化 国鉄筑肥線の電化 並びに福岡市地下鉄との相互直通運転 筑肥線と唐津線の短絡国鉄 呼子線の建設（部分開通）が実現したのである 顧みれば現在の唐津線は明治二十七年頃から草場猪之吉氏 大島小太郎氏 平松兵衛氏等によって 鉄道敷設が提唱され 明治二十九年に唐津興業鉄道株式会社によって 鉄道建設が起工され 唐津鉄道株式会社 九州鉄道会社によって明治三十六年に完成した 現在の筑肥線は 大正八年 草場猪之吉氏 岸川善太郎氏等の発起により 北九州軽便鉄道株式会社が設立され大正十年に北九州鉄道株式会社の手によって 鉄道建設が起工された 大正十四年に東唐津 博多間が開通し 昭和四年に 東唐津 山本間が開通 昭和十年に山本 伊万里間が開通し 着工以来十三年余にして 全線が開通した そして 唐津線は明治四十年に 筑肥線は昭和十二年に それぞれ日本国有鉄道が経営するところとなった 諸先輩の英知とたゆまざる努力によって建設されたこの鉄道は 今日の大唐津市発展の大きな原動力となつてたところである このような諸先輩の偉大な功績を礎として 今日の唐津市内鉄道路線の 近代化を推進する事が出来たのであり 総力を結集した成果がここに結実し 万成胸に迫るものがある 今ここに 郷土を愛し 鉄道建設に心血を注がれた草場猪之吉氏をはじめ 多くの先輩に感謝の誠を捧げるものである 昭和五十八年三月二十二日 唐津市長 瀬戸 尚 |

## 旧松浦橋（木脚木橋）の架橋

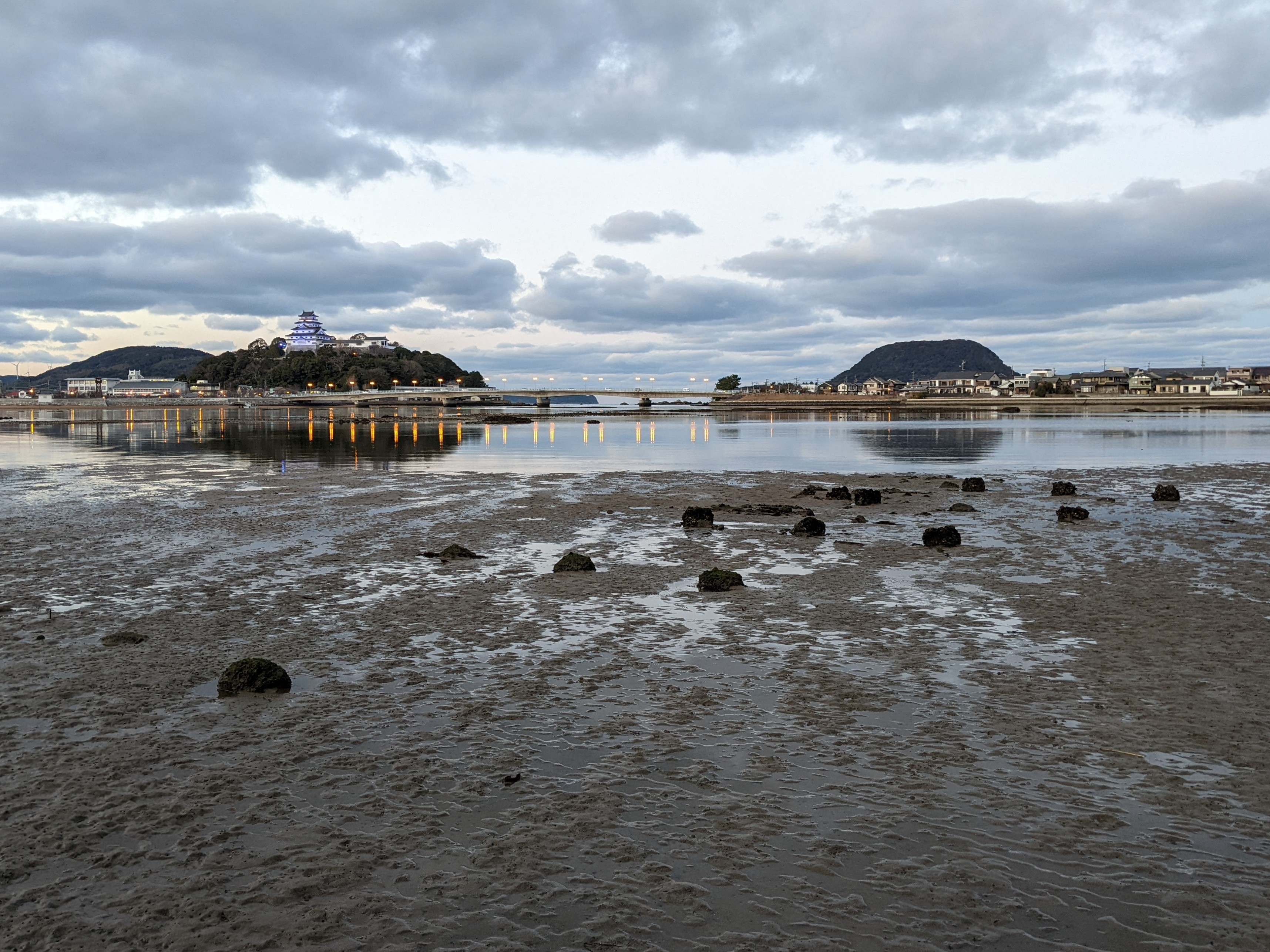
旧松浦橋遺構

明治29年、奥村五百子・草場猪之吉らの尽力によって、それまで渡し舟しか交通手段のなかった満島村と旧唐津町との間に全長約500mに及ぶ木脚木橋の橋が架けられた。岸岳官有林の払い下げ材を用いたこの木橋は当時西日本最長のものであったとされている 。明治34年に馬車鉄道が通ったが明治42年に突如として崩壊し、明治45年に煉瓦脚の県道として再建された。その後昭和23年水害によって流失するまでの約半世紀に亘って地域住民に利用された。現在は木脚の根本が僅かに往時の痕跡を残すのみであり、干潮時にのみその姿を臨むことができる。